# Nagpur (Staat)
Das Königreich Nagpur war seit seiner Gründung im Jahr 1739 bis zum Jahr 1818 Teil der Marathen-Konföderation; danach stand es bis zum Jahr 1853 unter dem Protektorat der Britischen Ostindien-Kompanie. Im Jahr 1947 wurde es dem neugegründeten Staat Indien eingegliedert.

## Geschichte
Im Mittelalter gehörte die Region zum Stammesgebiet der Gond. Sowohl die Guptas als auch andere Hindu-Dynastien kümmerten sich wenig um das stark bewaldete Gebiet und auch das muslimische Sultanat von Delhi und das nachfolgende Mogulreich ließen es außer Betracht. Erst Raghoji Bhonsle I., ein aus dem Hause Bhonsle stammender General eines Teils der Marathenarmee unter Shahu I. (reg. 1708–1749), gründete – nach militärischen Erfolgen in Südindien und in Bengalen – im Jahr 1739 das weitgehend unabhängige Königreich Nagpur, das bis zum Jahr 1853 existierte. Nach der Protektoratszeit (1818–1863) unter der Britischen Ostindien-Kompanie wurde das Gebiet ab dem Jahr 1861 Teil der Central Provinces. Nach der Unabhängigkeit Indiens (1947) wurde das Gebiet unter vier Bundesstaaten aufgeteilt.

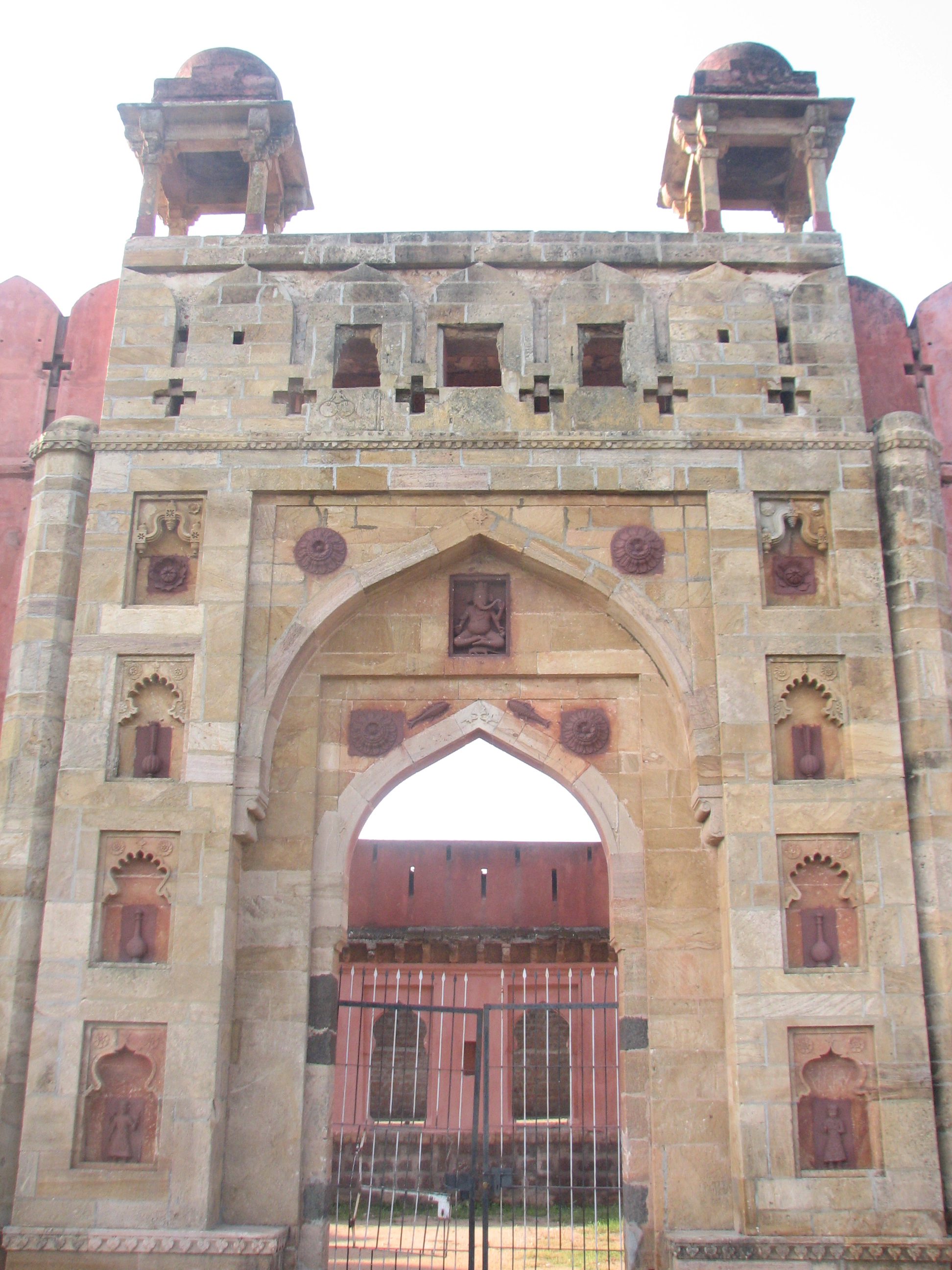
Das von Raghoji Bonsle gegründete Nagardhan-Fort bei der Stadt Ramtek zeigt deutliche Einflüsse der Mogul-Architektur.

## Herrscher
- Raghoji I. Bhonsle (1739–1755)
- Janoji (1755–1772)
- Mudhoji Bhonsle (1772–1788)
- Raghoji II Bhonsle (1788–1816)
- Parsoji (1816–1817)
- Mudhoji II Bhonsle (1817–1818)
- Raghuji Bhonsle III (1818–1853)